# 시장 추세

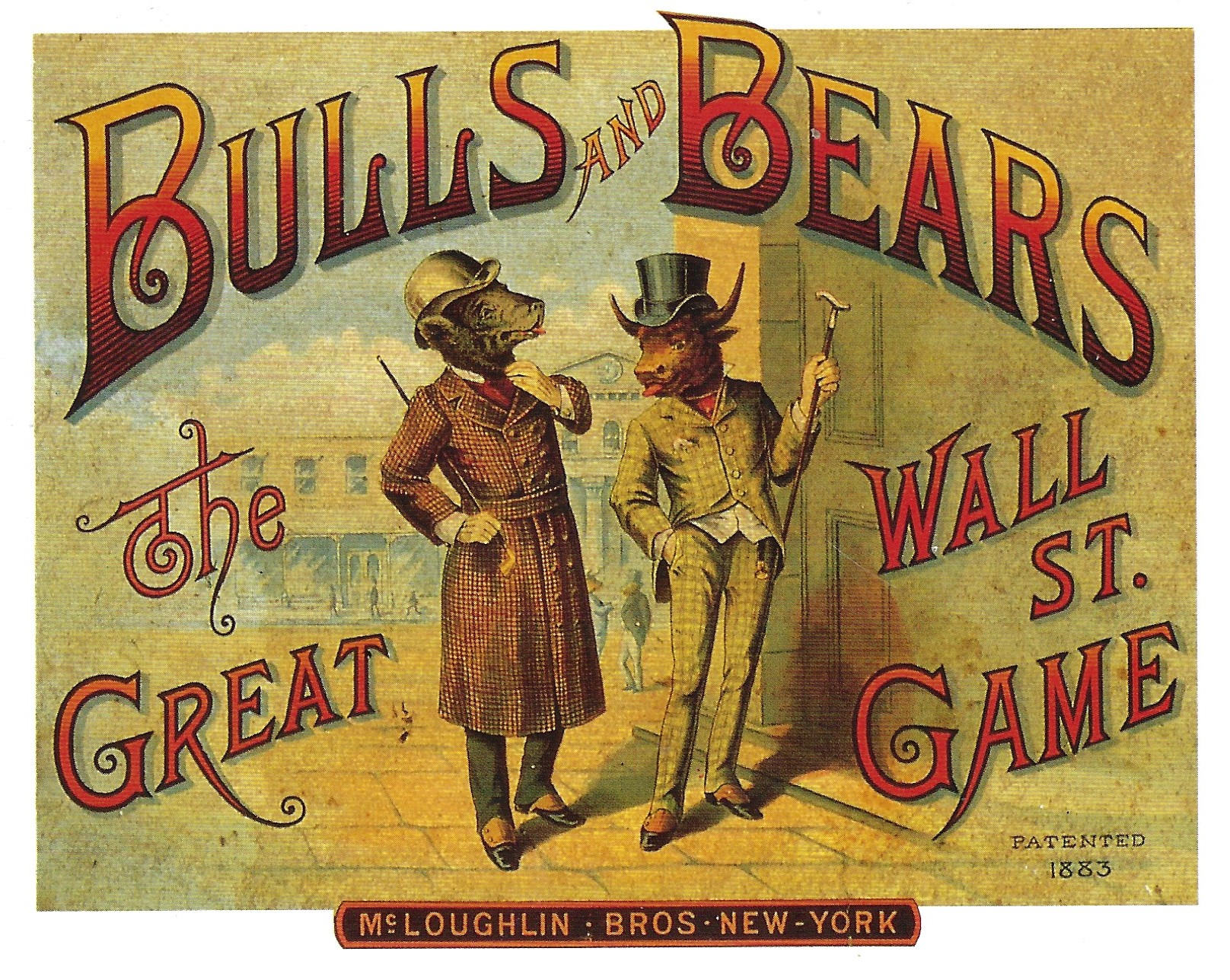
"황소와 곰: 위대한 월 스트리트 게임"은 1883년에 발행된 보드 게임이었다.

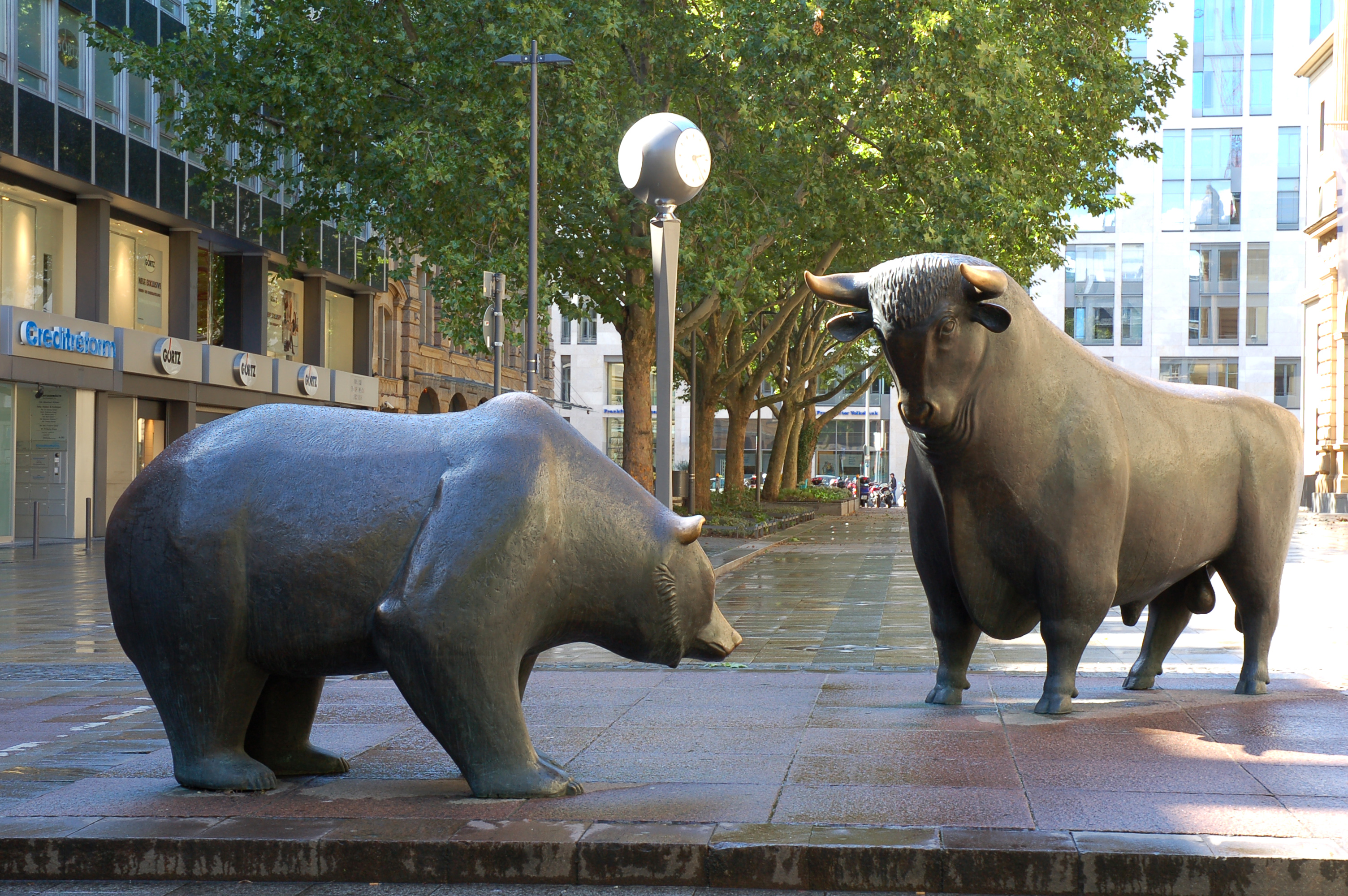
프랑크푸르트 증권거래소 앞에 있는 금융을 상징하는 두 맹수, 곰과 황소 동상

시장 추세(영어: Exchange Alley)는 금융시장이 시간이 지남에 따라 특정 방향으로 움직이는 경향을 말한다. 분석가들은 이러한 추세를 장기적인 관점에서 세속적 추세, 중기적인 관점에서 주요 추세, 단기적인 관점에서 보조 추세로 분류한다. 거래자들은 기술적 분석을 이용하여 시장 추세를 식별하려고 시도한다. 기술적 분석은 가격이 지지선과 저항선 수준에 도달할 때 시장 내에서 예측 가능한 가격 경향으로 시장 추세를 특징짓고 시간이 지남에 따라 변동하는 프레임워크이다.
미래의 시장 추세는 미래의 가격을 알 수 없으므로 오직 사후에만 결정될 수 있다. 이러한 사실은 시장 타이밍을 본질적으로 확실성이 아닌 추측 게임으로 만든다. 과거 추세는 상승 추세의 경우 더 높은 고점과 더 높은 저점을 연결하는 추세선으로 알려진 선을 그리거나, 하락 추세의 경우 더 낮은 저점과 더 낮은 고점을 연결하는 선을 그려서 식별한다.

## 시장 용어
"강세장(bull market)"과 "약세장(bear market)"이라는 용어는 각각 상승 및 하락 시장 추세를 나타내며, 시장 전체 또는 특정 부문 및 증권을 설명하는 데 사용될 수 있다. 이 용어는 18세기 초 런던의 익스체인지 앨리에서 유래했는데, 그곳에서 무차입 공매도에 참여한 상인들을 "곰 가죽 상인"이라고 불렀다. 그들은 곰을 잡기 전에 곰의 가죽(주식)을 팔았기 때문이다. 이것이 "곰"으로 단순화되었고, 신용으로 주식을 산 상인들은 "황소"라고 불렸다. 후자의 용어는 당시의 두 동물 싸움 스포츠인 곰 사냥과 황소 사냥에 비유하여 유래했을 수 있다. 토머스 모티머는 1761년 저서 『모든 사람 각자의 브로커(Every Man His Own Broker)』에서 두 용어를 모두 기록했다. 그는 현재 수요를 초과하여 구매한 황소들은 중개인 사무실을 돌아다니며 구매자를 애타게 찾는 모습을 보였고, 곰들은 공매도 포지션을 청산하기 위해 찾을 수 있는 모든 주식을 집어삼키며 서둘러 움직였다고 언급했다. 관련 없는 민간어원은 이 용어들이 공격하기 위해 아래로 할퀴는 곰과 뿔로 위로 들이받는 황소를 지칭한다고 추정한다.

## 세속적 추세
세속적 시장 추세는 5년에서 25년 동안 지속되는 장기적인 추세로, 일련의 주요 추세로 구성된다. 세속적 약세장은 더 작은 강세장과 더 큰 약세장으로 구성되며, 세속적 강세장은 더 큰 강세장과 더 작은 약세장으로 구성된다.
세속적 강세장에서는 지배적인 추세가 "강세" 또는 상승 움직임이다. 미국 주식시장은 약 1983년부터 2000년(또는 2007년)까지 세속적 강세장에 있었다고 묘사되었으며, 검은 월요일과 닷컴 버블 붕괴로 촉발된 2002년 주식 시장 침체를 포함한 짧은 혼란이 있었다. 또 다른 예는 2000년대 상품 붐이다.
세속적 약세장에서는 지배적인 추세가 "약세" 또는 하락 움직임이다. 세속적 약세장의 예로는 1980년 1월부터 1999년 6월까지 금 시장에서 발생한 것으로, 브라운 바텀으로 절정에 달했다. 이 기간 동안 금 시장 가격은 온스당 $850($30/g)에서 온스당 $253($9/g)로 하락했다. 주식 시장도 1929년부터 1949년까지 세속적 약세장에 있었다고 묘사되었다.

## 주요 추세
주요 추세는 대부분의 부문에서 시장 전체에 걸쳐 광범위한 지지를 받으며 1년 이상 지속된다.

### 강세장

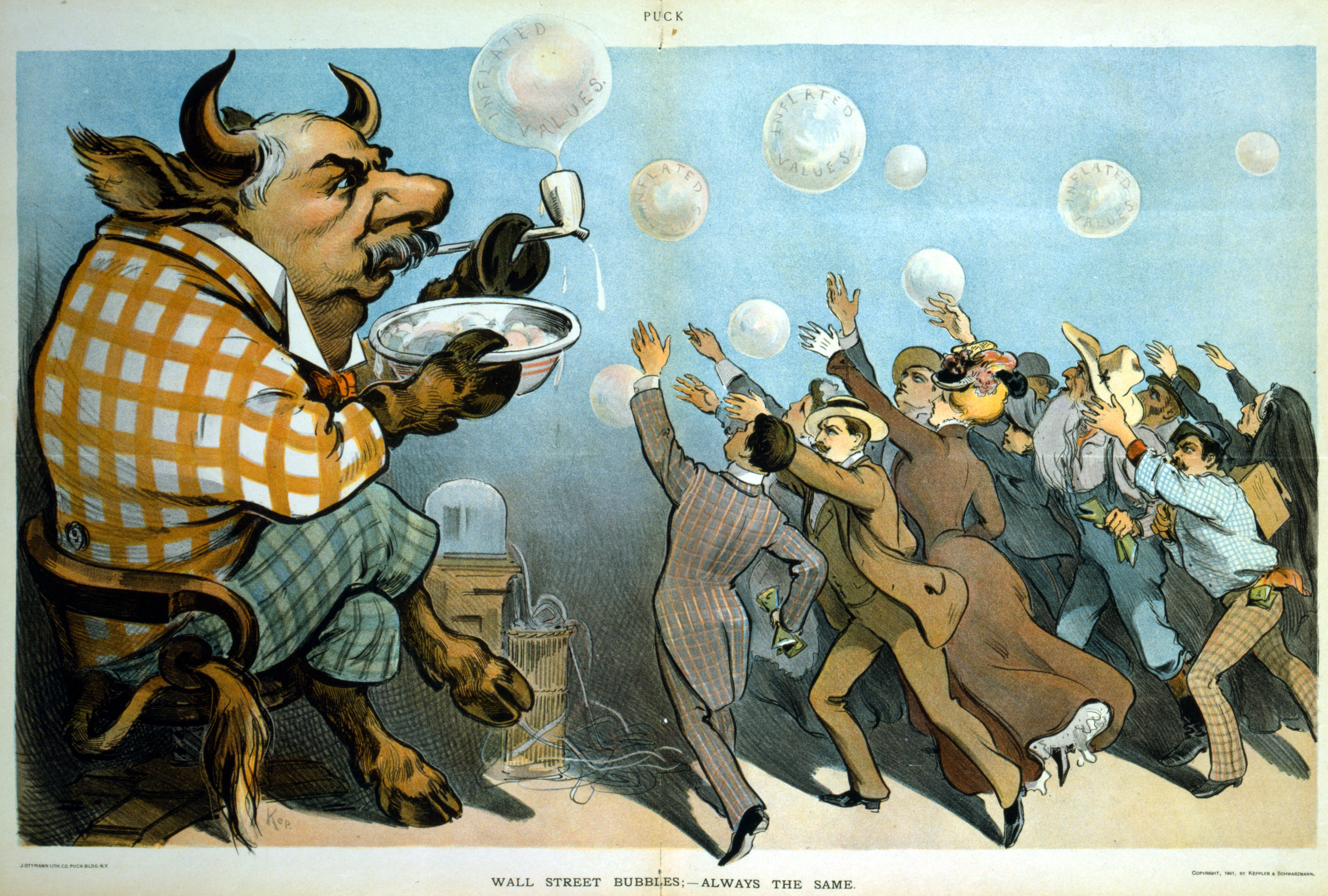
1901년 만평으로, 금융가 J. P. 모건을 열렬한 투자자들과 함께 황소로 묘사하고 있다.

강세장은 일반적으로 가격이 상승하는 기간이다. 강세장의 시작은 광범위한 염세주의로 특징지어진다. 이 시점은 "대중"이 가장 "약세"일 때이다. 낙담의 감정은 강세장이 진행됨에 따라 희망, "낙관주의", 그리고 결국 행복감으로 변한다. 이는 종종 경기순환을 선행하며, 예를 들어 완전한 경기침체나 그 이전에도 나타난다.
일반적으로 강세장은 주가가 저점에서 20% 상승할 때 시작되고 주가가 20% 하락할 때 끝난다. 그러나 일부 분석가들은 강세장이 약세장 내에서는 발생할 수 없다고 주장한다.
1926년부터 2014년까지 모닝스타 주식 시장 데이터를 분석한 결과, 일반적인 강세장은 평균 8.5년 지속되었으며 누적 총 수익률은 평균 458%였다. 또한 강세장의 연간 수익률은 14.9%에서 34.1% 범위였다.

#### 예시
인도의 봄베이 증권거래소 지수인 BSE SENSEX는 2003년 4월부터 2008년 1월까지 주요 강세장 추세를 경험했다. 2,900포인트에서 21,000포인트로 증가하여 5년 만에 600% 이상의 수익률을 기록했다.

주목할 만한 강세장은 1925년–1929년, 1953년–1957년, 1993년–1997년 기간에 미국과 다른 많은 주식 시장이 상당한 성장을 경험했다. 첫 번째 기간은 대공황의 시작과 함께 갑작스럽게 끝났지만, 후기의 기간은 대부분 소프트 랜딩 기간이었고, 이는 큰 약세장이 되었다. (참고: 1960–61년 경기침체와 2000–2001년의 닷컴 버블)

### 약세장

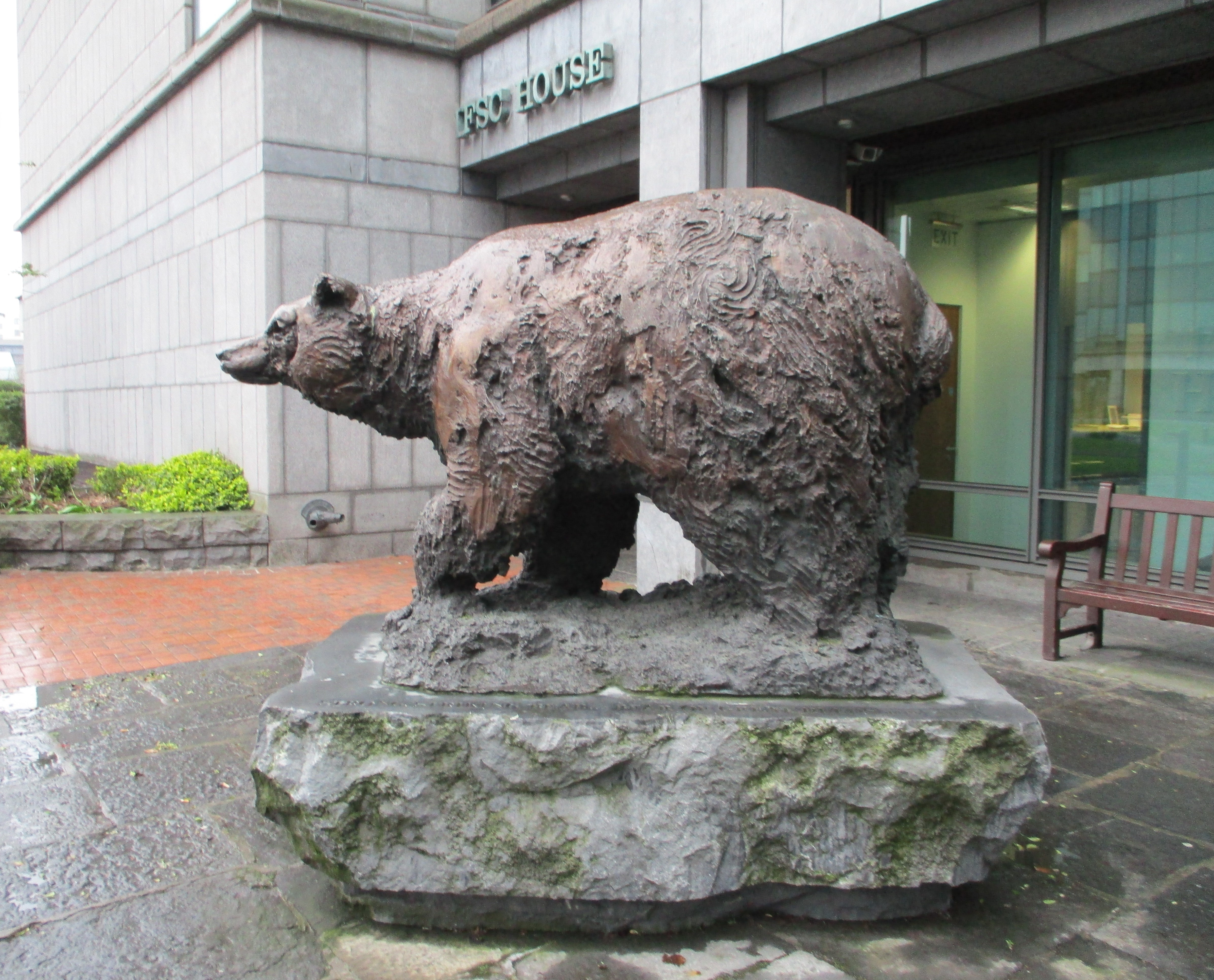
더블린 국제 금융 서비스 센터 외부의 주식 시장 곰 조각상

약세장은 일정 기간 동안 주식 시장의 전반적인 하락을 의미한다. 이는 높은 투자자 낙관주의에서 광범위한 투자자 두려움과 염세주의로의 전환을 포함한다. 일반적으로 받아들여지는 약세장 측정 기준은 최소 2개월 기간 동안 20% 이상의 가격 하락이다.
10%에서 20%의 하락은 시장 조정으로 분류된다.
약세 영역은 항상 약세장보다 먼저 온다. 일반적으로 시장이 약세 영역으로 진입할 때, 조정 이외의 지표들이 있다. 시장 변동성의 주요 척도인 Cboe 변동성 지수(VIX)가 증가하며, 이는 투자자 불안감의 고조를 나타낸다. 또한, 소비자 신뢰지수가 하락하고, 실업에 대한 기대가 증가하며, 경제 전망이 악화된다. 가장 최근(2025년 4월 12일 기준)인 2025년 4월에 미국 주식 시장은 약세 영역에 진입했다. S&P 500 지수는 최근 고점 대비 20% 이상 하락하여 약세 영역 진입의 기술적 정의를 충족했다. 이러한 하락은 주로 트럼프 행정부의 무역 긴장 고조와 관세 정책에 기인하며, 이는 상당한 시장 변동성과 투자자 불확실성으로 이어졌다. 궁극적으로 시장이 약세 영역에 진입하면 거의 항상 해당 주식 시장이 약세장으로 이어진다.
약세장은 주식이 회복하여 새로운 고점을 기록할 때 끝난다. 약세장은 최근 고점부터 최저 종가까지 소급하여 평가되며, 회복 기간은 최저 종가부터 새로운 고점에 도달할 때까지이다. 약세장 종료의 또 다른 일반적으로 받아들여지는 지표는 지수가 저점에서 20% 이상 상승하는 것이다.
1926년부터 2014년까지 약세장의 평균 지속 기간은 13개월이었고, 평균 누적 손실은 30%였다. 약세장의 연간 하락률은 -19.7%에서 -47% 범위였다.

#### 예시
약세장의 몇 가지 예는 다음과 같다:

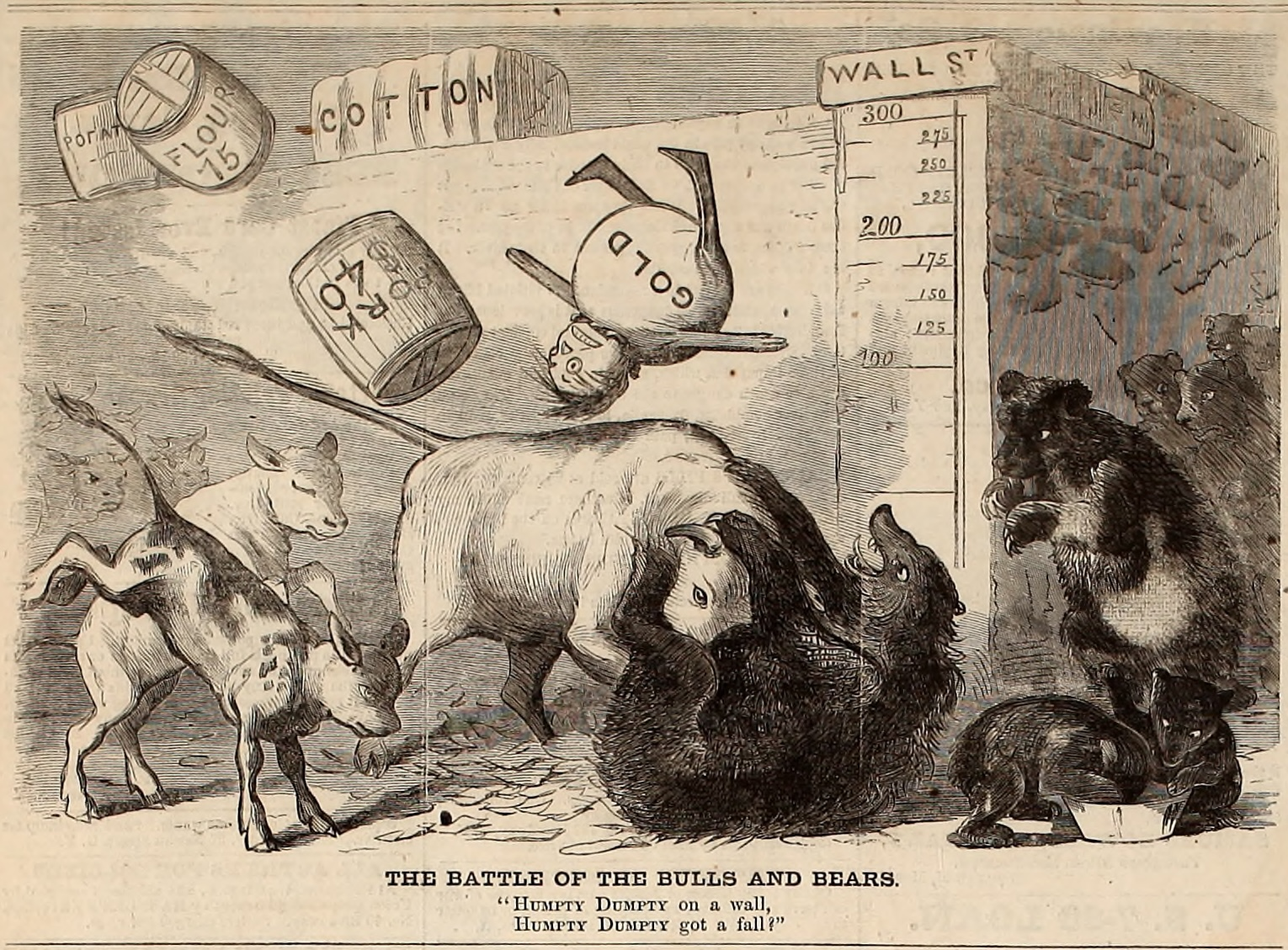
황소와 곰의 전투(하퍼스 위클리, 1864년 9월 10일)

- 1929년 월스트리트 대폭락은 1932년 7월까지 다우 존스 산업평균지수의 시가총액 89%(386에서 40으로)를 지워냈으며, 대공황의 시작을 알렸다. 손실의 거의 50%를 회복한 후, 1937년부터 1942년까지 더 긴 약세장이 발생하여 시장이 다시 절반으로 줄었다.
- 장기 약세장은 약 1973년부터 1982년까지 발생했으며, 이는 1970년대 에너지 위기와 1980년대 초의 높은 실업률을 포함했다.
- 하르샤드 메흐타에 의해 저질러진 1992년 인도 주식 시장 사기 이후 인도에서 약세장이 발생했다.
- 2002년 주식 시장 침체.
- 세계 금융 위기 (2007년~2008년)로 인해 2007년 10월부터 2009년 3월까지 약세장이 발생했다.
- 2015년 중국 주식 시장 폭락.
- 2020년 초, 코로나19 범유행으로 인해 여러 차례의 2020년 주가 대폭락이 발생하여 전 세계적으로 약세장으로 이어졌다.
- 2022년에는 인플레이션 급증과 페더럴 펀드 금리 인상 가능성에 대한 우려로 약세장이 발생했다.[22]

### 시장 고점
시장 고점(또는 시장 최고점)은 대개 극적인 사건이 아니다. 시장은 단순히 한동안 유지될 최고점에 도달했을 뿐이다. 이 식별은 사후적이며, 시장 참여자들은 일반적으로 발생 시 이를 알지 못한다. 따라서 가격은 이후 서서히 또는 더 빠르게 하락한다.
윌리엄 오닐에 따르면, 1950년대 이후 시장 고점은 상대적으로 짧은 기간 내에 주요 주가 지수에서 3~5일간의 분배일(distribution day)로 특징지어진다. 분배는 이전 세션보다 높은 거래량으로 가격이 하락하는 것으로 식별된다.

#### 예시
NASDAQ-100으로 측정된 닷컴 버블의 정점은 2000년 3월 24일에 발생했으며, 지수는 4,704.73으로 마감했다. 나스닥은 5,132.50, S&P 500 지수는 1525.20에서 정점을 찍었다.
세계 금융 위기 (2007년~2008년) 이전 미국 주식 시장의 정점은 2007년 10월 9일에 발생했다. S&P 500은 1,565, 나스닥은 2,861.50으로 마감했다.

### 시장 저점
시장 저점은 추세 반전을 나타내며, 시장 침체의 끝과 상승 추세(강세장)의 시작을 의미한다.
'바닥 잡기(bottom picking)'라고도 불리는 시장 저점을 식별하는 것은 어려운 일이며, 지나고 나서야 인식하기 어렵다. 하락 이후의 상승은 단명할 수 있으며, 가격이 다시 하락할 수 있어, 잘못 인식된 '가짜' 시장 저점에서 주식을 매수한 투자자에게는 손실로 이어진다.
남작 로스차일드는 종종 시장이 크게 하락하고 투자자 심리가 극도로 부정적일 때, 즉 '거리에 피가 흐를 때'가 가장 좋은 매수 시점이라고 조언한 것으로 인용된다.

#### 예시
다우 존스 산업평균지수(DJIA) 종가 기준 시장 저점의 몇 가지 예는 다음과 같다:
- 다우 존스 산업평균지수는 1987년 8월 25일 2,722.41에서 하락한 후 1987년 10월 19일 1,738.74에서 저점을 찍었다. 이날은 일반적으로 검은 월요일로 불린다 (차트[25]).
- 2000년 1월 14일 11,722.98에서 하락한 후 2002년 10월 9일 DJIA는 7,286.27의 저점에 도달했다. 이 하락에는 2001년 9월 21일 8,235.81의 중간 저점(9월 10일 대비 14% 변화)이 포함되었으며, 이는 2002년 3월 19일 10,635.25의 중간 고점으로 이어졌다 (차트[26]). 한편, "기술주 중심"의 나스닥은 2000년 3월 10일 최고점 5,132에서 2002년 10월 10일 최저점 1,108까지 79% 하락하며 더 가파른 폭락을 경험했다.
- 서브프라임 모기지 사태와 관련된 하락 이후 2007년 10월 9일 14164.41에서 시작하여 2009년 3월 9일 6,440.08(DJIA)의 저점에 도달했다 (차트[27]).

## 보조 추세
보조 추세는 주요 추세 내에서 가격 방향이 단기적으로 변화하는 것으로, 일반적으로 몇 주 또는 몇 달 동안 지속된다.

### 약세장 랠리
마찬가지로 약세장 랠리는 때때로 '바보의 랠리' 또는 '데드 캣 바운스'라고 불리며, 가격이 다시 하락하기 전에 5% 이상 상승하는 것으로 특징지어진다. 약세장 랠리는 1929년 월스트리트 대폭락 이후 1932년 시장 저점까지 이어지는 기간과 1960년대 후반에서 1970년대 초반 내내 다우 존스 산업평균지수에서 관찰되었다. 일본의 닛케이 225는 1980년대부터 2011년까지 전반적인 장기 하락 추세 속에서 여러 차례 약세장 랠리를 겪었다.

## 시장 추세의 원인
주식과 같은 자산의 가격은 수요와 공급에 의해 결정된다. 정의상 시장은 매수자와 매도자의 균형을 맞추므로, '매수자가 매도자보다 많다'는 표현이 흔히 사용되더라도 이는 불가능하다. 수요가 급증하는 동안 매수자는 더 높은 가격을 지불할 의향이 있으며, 매도자는 그에 대한 더 높은 가격을 요구한다. 반대로 공급이 급증하면 역동성은 반대가 된다.
수요와 공급 역동성은 투자자들이 자산 유형 간에 투자를 재분배하려고 시도함에 따라 달라진다. 예를 들어, 투자자들은 국채에서 '기술주'로 자금을 이동시키려 할 수 있지만, 이러한 전환의 성공 여부는 매도하는 국채에 대한 구매자를 찾는 것에 달려 있다. 반대로, 다른 시기에는 '기술주'에서 국채로 자금을 이동시키려 할 수도 있다. 각 경우에 이러한 행동은 두 자산 유형의 가격에 영향을 미친다.
이상적으로는 투자자들이 시장 타이밍을 사용하여 낮게 사서 높게 파는 것을 목표로 하지만, 실제로는 높게 사서 낮게 팔게 될 수 있다. 역발상 투자자와 거래자는 다른 사람들이 팔 때 사고 다른 사람들이 살 때 파는 '페이딩(fading)' 투자 전략을 사용한다. 대부분의 투자자가 주식을 파는 기간을 분배(distribution)라고 하며, 대부분의 투자자가 주식을 사는 기간을 축적(accumulation)이라고 한다.
"표준 이론에 따르면, 가격 하락은 일반적으로 공급 감소와 수요 증가로 이어지며, 가격 상승은 그 반대 효과를 가져온다. 이 원칙은 많은 자산에 적용되지만, 군중 심리에 의해 주식에는 종종 반대로 작용한다. 투자자들이 행복감 상태에서 높게 사고 두려움이나 공황 상태에서 낮게 파는 흔한 실수 때문이다. 가격 상승이 수요 증가로 이어지거나 가격 하락이 공급 증가로 이어지는 경우, 예상되는 음성 되먹임 루프가 중단되어 가격 불안정이 발생한다. 이러한 현상은 거품 또는 시장 붕괴에서 분명하게 나타난다.

## 시장 심리
시장 심리는 역발상적인 주식 시장 지표이다.
극히 높은 비율의 투자자가 약세(부정적) 심리를 표현할 때, 일부 분석가들은 이를 시장 저점이 임박했다는 강력한 신호로 간주한다. 데이비드 허슐라이퍼는 투자자와 거래자들의 과소반응으로 시작하여 과잉반응으로 절정에 달하는 추세 현상을 관찰한다.
투자자 심리를 측정하는 지표는 다음과 같다:
- 투자자 지능 심리 지수는 황소-곰 스프레드(황소 % − 곰 %)를 통해 시장 심리를 평가한다. 역사적 최저치에 근접한 스프레드는 잠재적인 시장 반전을 나타내는 저점을 시사할 수 있다. 반대로, 강세 심리의 극단적인 고점과 약세 심리의 극단적인 저점은 시장 고점 또는 임박한 발생을 시사할 수 있다. 이 역발상적 측정은 시장 고점보다 시장 저점에서 동시적 타이밍에 더 신뢰할 수 있다.
- 미국 개인 투자자 협회 (AAII) 심리 지표는 종종 마이너스 15% 이하를 기록할 때 하락의 대부분이 이미 발생했음을 시사하는 것으로 해석된다.
- 다른 심리 지표에는 노바-우르사(Nova-Ursa) 비율, 공매도 이자/총 시장 유동성(Short Interest/Total Market Float), 풋/콜 비율이 있다.

## 같이 보기
- 야성적 충동
- 검은 월요일 (1987년)
- 황소-곰 라인
- 경기순환
- 테이프와 싸우지 마라
- 경제 순환 연구소
- 경제 확장
- 군중심리
- 시장 심리
- 마이클 이윙 퍼브스, "늑대 시장" 프레임워크 개발
- 미스터 마켓
- 부동산 추세
- 경기후퇴
- 추세 추종